# Битва за Лос-Анджелес (фильм)
«Битва за Лос-Анджелес» (англ. Battle of Los Angeles) — научно-фантастический боевик режиссёра Марка Аткинса, мокбастер к фильму «Инопланетное вторжение: Битва за Лос-Анджелес». Премьера была запланирована на 12 марта, на телеканале Syfy, 15 марта — выход на DVD, 22 марта — BluRay. Производство студии The Asylum.

## Сюжет
В феврале 1942 года американские войска зафиксировали инопланетную активность. Спустя 70 лет пришельцы возвращаются. Основное действие фильма состоит в освещении судьбы морских пехотинцев, сражающихся за Лос-Анджелес.

## В ролях
- Кел Митчелл — лейтенант Тайлер Лафлин
- Ниа Пиплз — капитан Карла Смайт
- Тим Эбелл — полковник Мейкон
- Стивен Блекхарт — лейтенант Киркман, лётчик